# Cochota
Cochota är en ort i Mexiko.   Den ligger i kommunen Atzalan och delstaten Veracruz, i den sydöstra delen av landet, 210 km öster om huvudstaden Mexico City. Cochota ligger 454 meter över havet och antalet invånare är 490.
Terrängen runt Cochota är kuperad. Runt Cochota är det ganska tätbefolkat, med 100 invånare per kvadratkilometer. Närmaste större samhälle är Tlapacoyan, 2,8 km väster om Cochota. I omgivningarna runt Cochota växer huvudsakligen savannskog.